# Dombarovszkiji járás
A Dombarovszkiji járás (oroszul Домбаровский райо́н) Oroszország egyik járása az Orenburgi területen. Székhelye Dombarovszkij.

## Népesség
- 1989-ben 20 016 lakosa volt.
- 2002-ben 19 188 lakosa volt.
- 2010-ben 15 994 lakosa volt, melyből 6 900 kazah, 6 320 orosz, 1 100 ukrán, 359 tatár, 346 német, 248 azeri, 120 koreai.